# 鄭律成
鄭 律成（てい りつせい、簡体字中国語: 郑律成、朝鮮語: 정률성 / 정율성、1914年7月7日 - 1976年12月7日）は、朝鮮族の軍歌作曲家、本名は鄭富恩。朝鮮の全羅南道光州（現・光州広域市）生まれ。生涯に代表作の「中国人民解放軍行進曲」「延安頌」「延水謠」をはじめとする360曲を作曲した。2009年に中国政府から「新中国を創建した英雄100人」に選出された。
妻の丁雪松（1918年 - 2011年5月29日）は駐オランダ中国大使等を務めた中国の政治家・外交官。朝鮮族軍人の金仁燮は娘婿。また、韓国の国会議員の鄭成太と鄭斗彦は一族の親戚である。

## 略歴
- 1914年7月7日、全羅南道光州市南区楊林洞で4男1女の末っ子として生まれる。父親の鄭海業はスピア女学校の教師。母親の崔英温は光州地域の名家出身。幼名は富恩（プウン）。3歳の時に全羅南道和順郡綾州貫永里へ移り住む。
- 1922年4月1日、綾州小学校に入学。1923年4月、光州崇一普通学校へ転学。
- 1933年5月、金元鳳が率いていた朝鮮革命幹部学校の入学生を募集するため、朝鮮に戻った3番目の兄、義恩に誘われ、中国・南京へ渡る。1933年9月、朝鮮革命幹部学校2期生として入学。1934年4月、朝鮮革命幹部学校を同期55人ともに卒業。丁雪松が1992年に出版した「作曲家鄭律成」によると、抗日武装秘密結社・義烈団のメンバーとして、南京・鼓楼区の電話局に浸透し、日本人の電話を盗聴する任務にあたったともいわれるが詳細は不明[3]。また、朝鮮革命幹部学校入学自体を疑問視する研究もある[4]。
- 1936年、五月文芸社へ入り、処女作「五月の歌」を作曲。
- 1937年10月　延安へ赴き、魯迅芸術学院、中国人民抗日赤軍大学で学ぶ。
- 1939年、中国共産党へ入党。後に「中国人民解放軍行進曲」となる「八路軍行進曲」を完成させる。
- 1945年、朝鮮に戻り黄海道党宣伝部長などを務め、「朝鮮人民軍行進曲」、「朝鮮解放行進曲」、「豆満江」、「東海漁師」等を作曲する。「朝鮮人民軍行進曲」は後に朝鮮人民軍歌に取って代わられたが、これは、北朝鮮で個人独裁を進める金日成が1950年代に延安派の幹部を粛清したことに関係しているとの見方もある[5]。
- 1947年、平壌で朝鮮人民軍倶楽部部長をつとめる。朝鮮人民軍協奏団団長として、2年余りにわたって北朝鮮全域で巡回公演する。
- 1948年、北朝鮮人民委員会（金日成委員長）から、「確固とした民主思想と愛国的熱誠により1947年度人民経済計画完遂に献身的に参加し、責任をもって事業を遂行した」ことにより褒賞状をもらう。
- 1949年、平壤音楽大学作曲部部長に就任、学生を指導する。
- 1950年、朝鮮戦争が勃発。周恩来が金日成へ手紙を書き、鄭律成を中国へ戻すよう依頼。金日成の同意を得て中国へ戻り、音楽事業に従事。中国国籍を取得[6]。
- 1976年12月7日、脳溢血のため北京で急死（58歳）。八宝山革命公墓に葬られる。

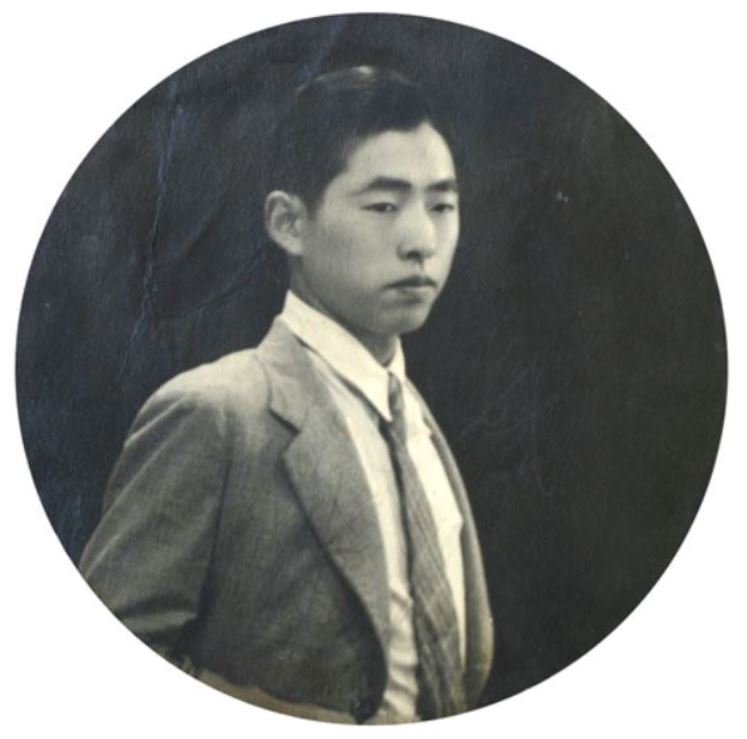
青年時代の鄭律成
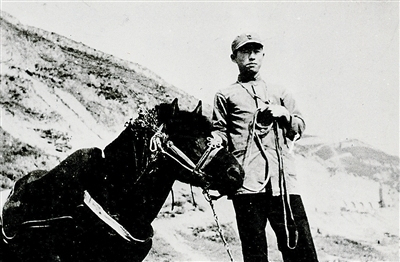
太行山の鄭律成
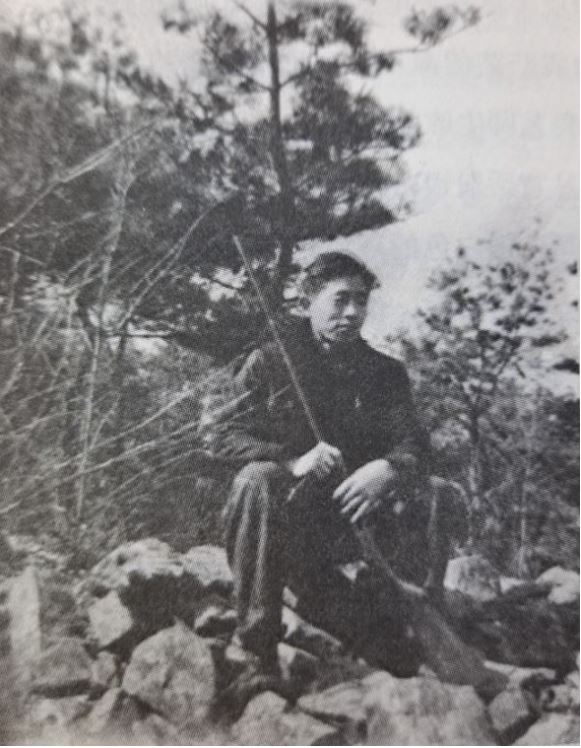
延安で狩猟を行う鄭律成
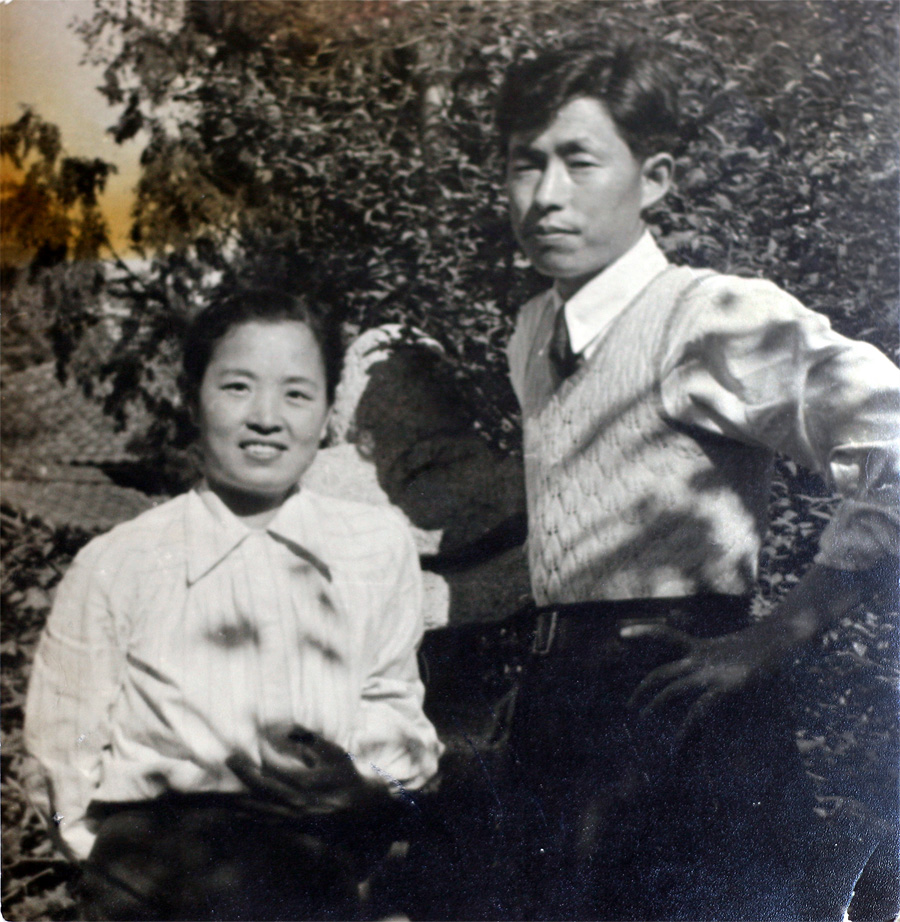
平壌時代の鄭律成と丁雪松
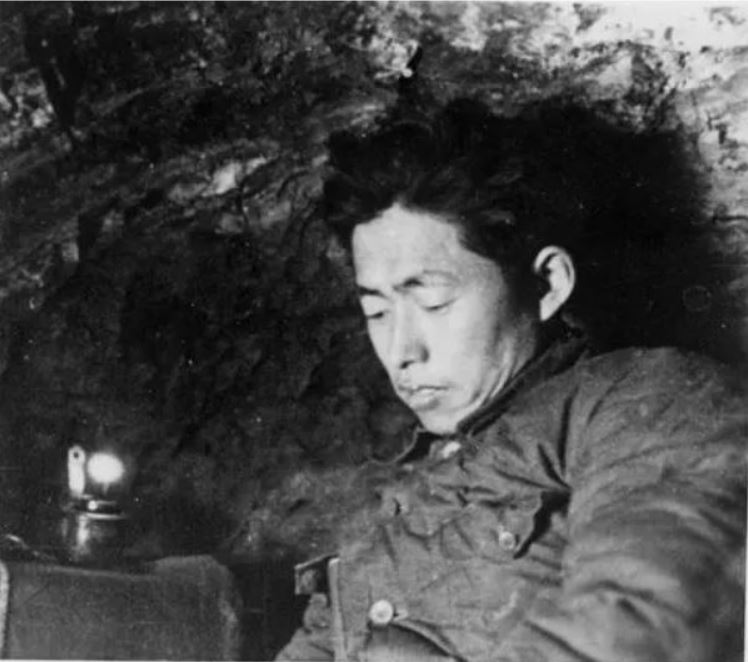
防空壕で作曲する鄭律成
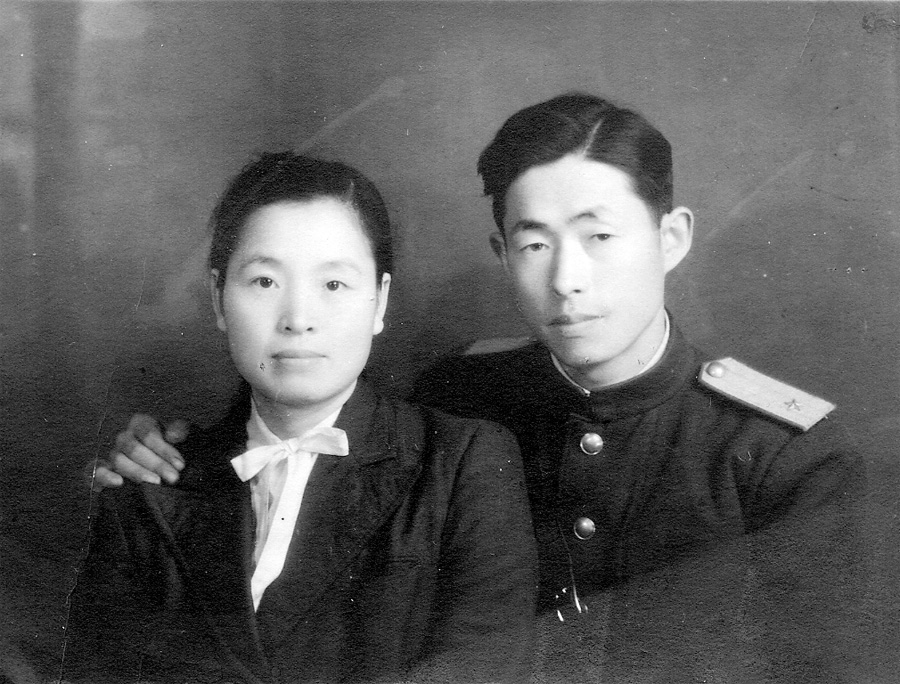
平壌時代の鄭律成と丁雪松
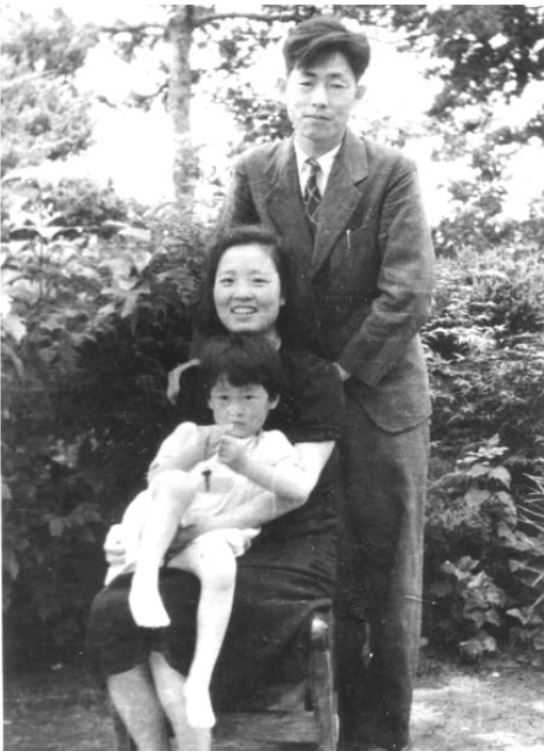
平壌時代の鄭律成と丁雪松、娘の小提
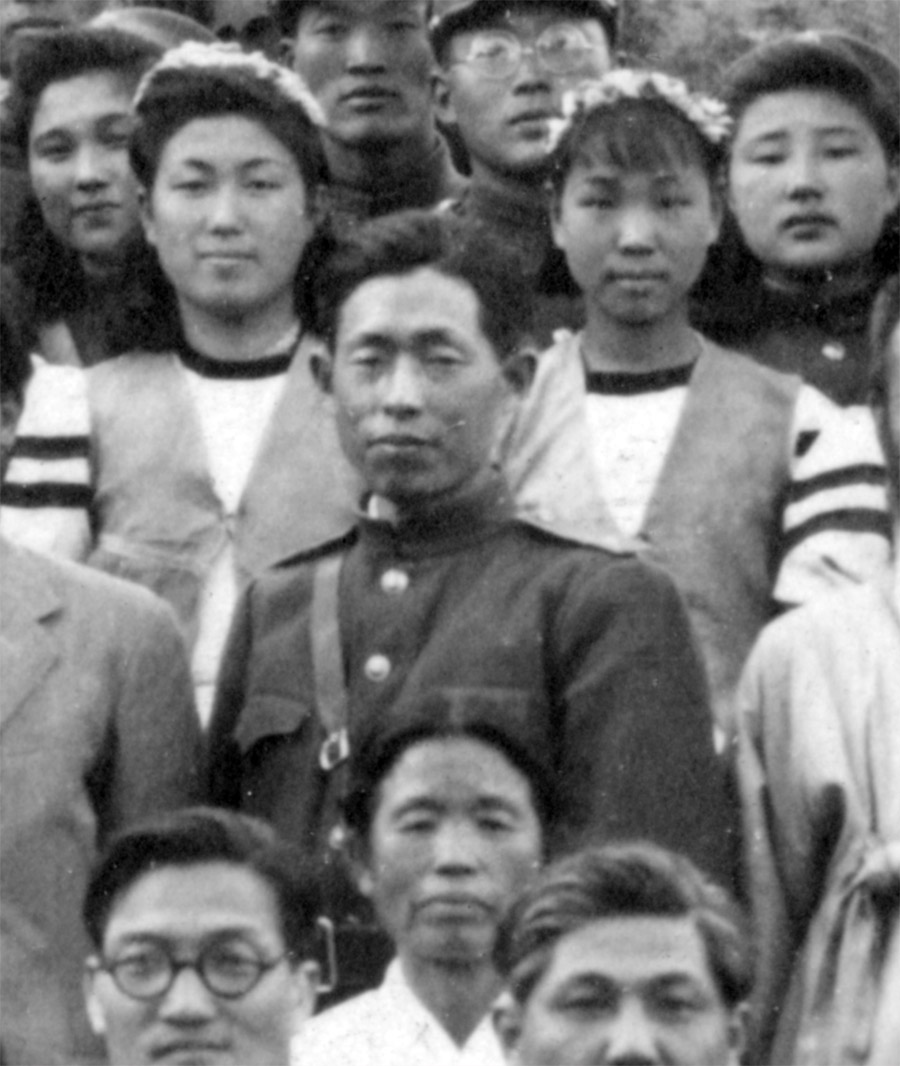
1946年秋、朝鮮人民軍協奏団を創設
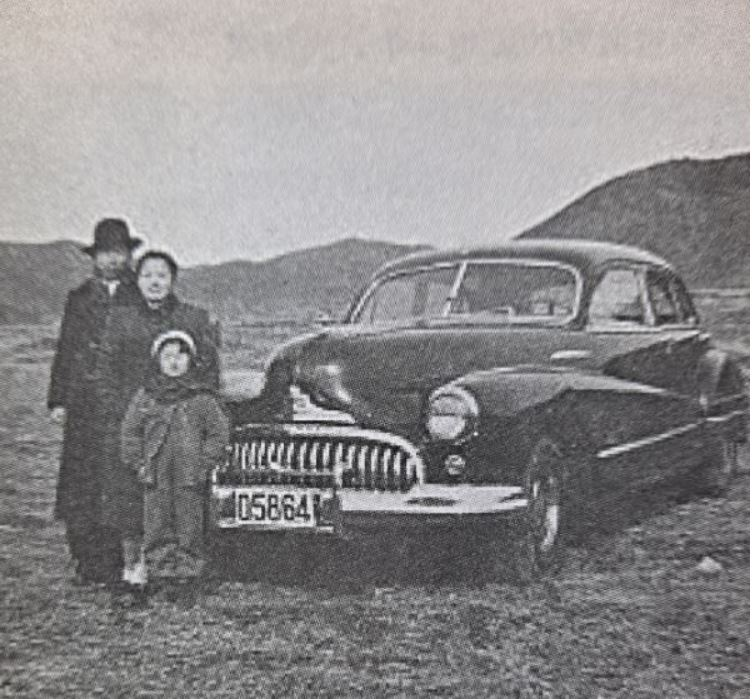
平壌時代の鄭律成と丁雪松、娘の小提（1947年）
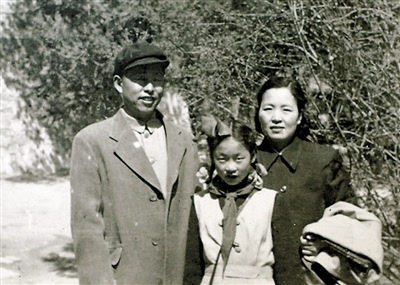
鄭律成と丁雪松、娘の小提
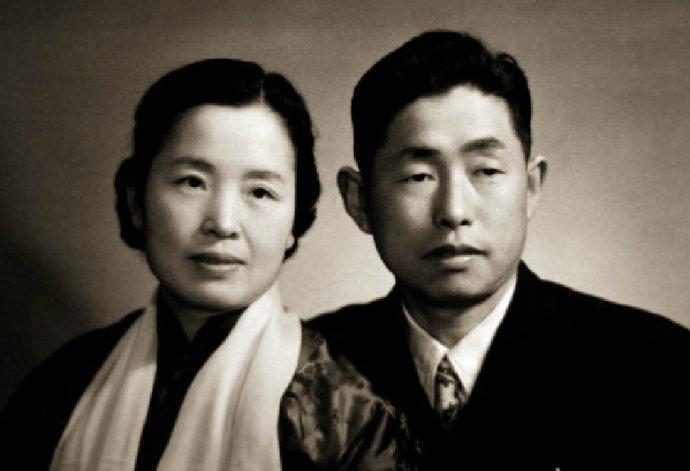
鄭律成と丁雪松
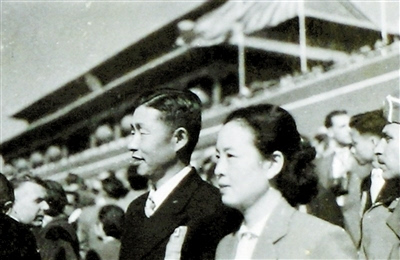
天安門の鄭律成と丁雪松

## 中国における記念作業
韓国で鄭律成に対する関心が高まるのに呼応、ハルビンに紀念館できるなど、中国においても、鄭律成への注目度が高まっている。
- 2002年、鄭律成の伝記映画「走向太陽　Wlaking Towards The Sun」（93分）公開
- 2009年7月25日、ハルビンで「人民音楽家　鄭律成紀念館」が開館。
- 2009年、中央宣伝部および中央組織部など11部門が「新中国を創建した英雄100人」に選出。
- 2018年9月8日、「泉州・光州2018鄭律成音楽会」が福建省晋江市で開催され、中韓両国の音楽家が鄭律成の「延安頌」や「望夫雲」序曲、韓国の民謡などを演奏[7]。
- 2020年8月19日、延辺大学鄭律成音楽研究センターの成立記念式典が芸術学院で開かれる。国家民族事務委員会元主任・中央統戦部元副部長の李徳洙、鄭律成の娘、鄭小提、延辺州委常委・宣伝部部長の金基徳らが出席する。鄭律成の音楽を研究、鄭律成の音楽作品と思想を広く伝えるのが主な目的[8]。
- 2020年9月7日、新華社は、延辺大学による創作民族オペラ「鄭律成」が21年5月に北京で上演されると報道。中国共産党成立100周年と中国人民解放軍の創設95周年記念作品[9]。
- 2020年10月、中国人民志願軍の朝鮮戦争参戦70周年を記念する「歌声のなかの歴史―鄭律成作品音楽会」が延辺大学で開かれる。第1章「延安頌」「延水謡」、第2章「中朝友誼」「朝鲜人民軍進行曲」、第3章「中国人民志願進行曲」「志願軍十賛」「親愛的軍隊親愛的人」、第4章「友誼和平進行曲」「和平鴿」の4部構成。延辺大学党委学生工作部、共青団延辺大学委員会、延辺大学芸術学院が主催。鄭律成音楽研究センターが運営。中国朝鮮族音楽研究会、延辺歌舞団、延吉市教育局が共催した[10]。
- 2021年12月12日、延辺大学クラブで、「革命の史跡を訪ね、革命の血脈を受け継ぐ十二・九学生運動８６周年紀念　延辺大学創作民族オペラ『鄭律成』傑作シーン公演会」が開催される。共青団延辺大学委員会が主催、延辺大学芸術学院が運営。[11]
- 2023年3月20日、「人民音楽家　鄭律成紀念館」がハルビン市安昇街85号のハルビン市朝鮮民族芸術館内に移転オープンする。展示面積は1016㎡、展示品は300件余。
- 2024年8月9日～10日、音楽会や座談会など鄭律成の生誕110周年を祝う記念行事がハルビンで開かれる。座談会では、文化観光部や中国文学芸術界連合会、延安革命記念館などの代表らが発言した。[12]鄭律成記念館は、駐光州中国総領事館を通じて、光州広域市など韓国側にも参加を打診したが、鄭律成に対する評価の見直しが進んでいることと関連、光州広域市はじめ光州文化財団や南区の関係者は参加しなかった。[13]

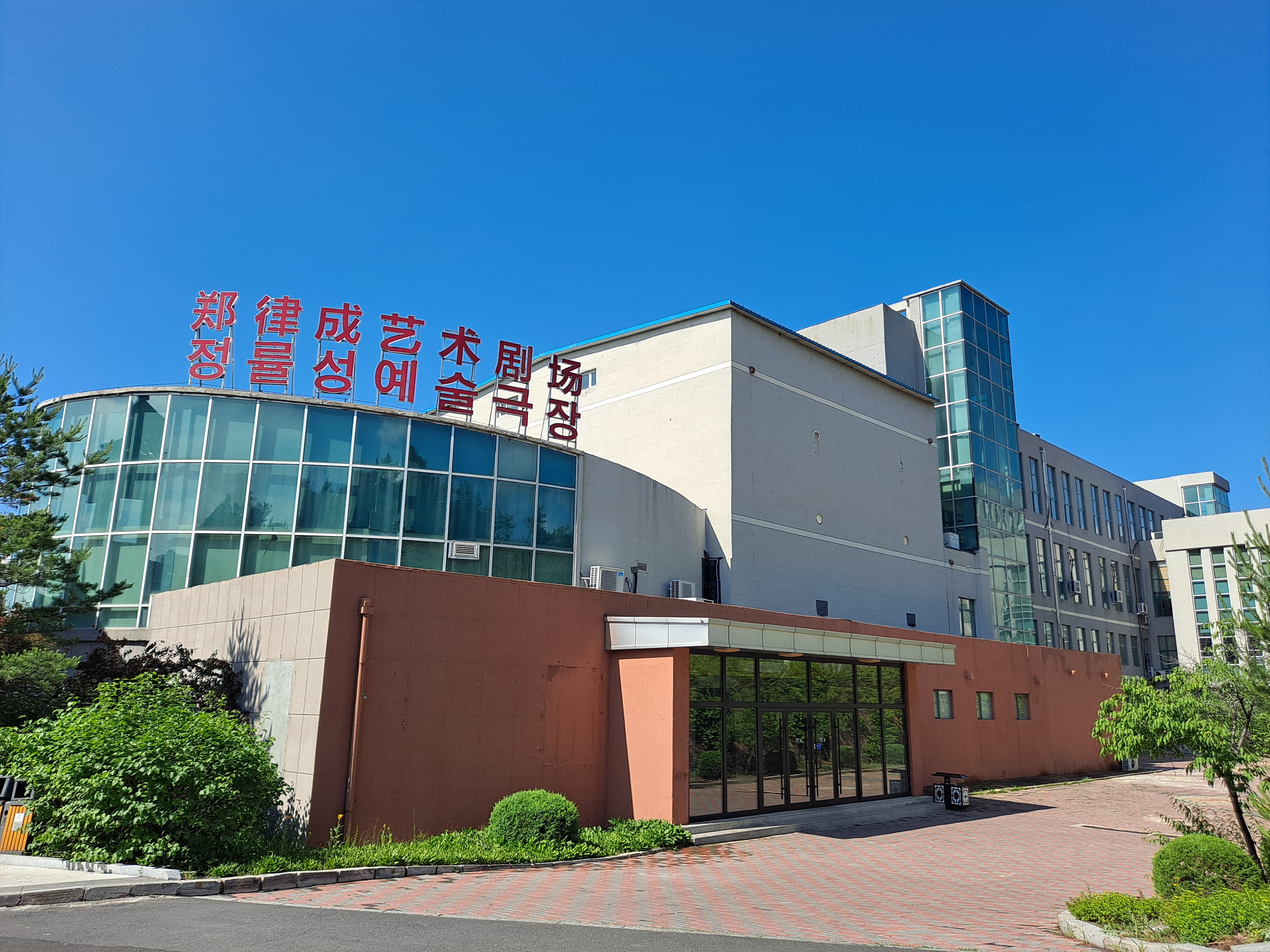
中国吉林省延吉市の延辺大学鄭律成芸術劇場
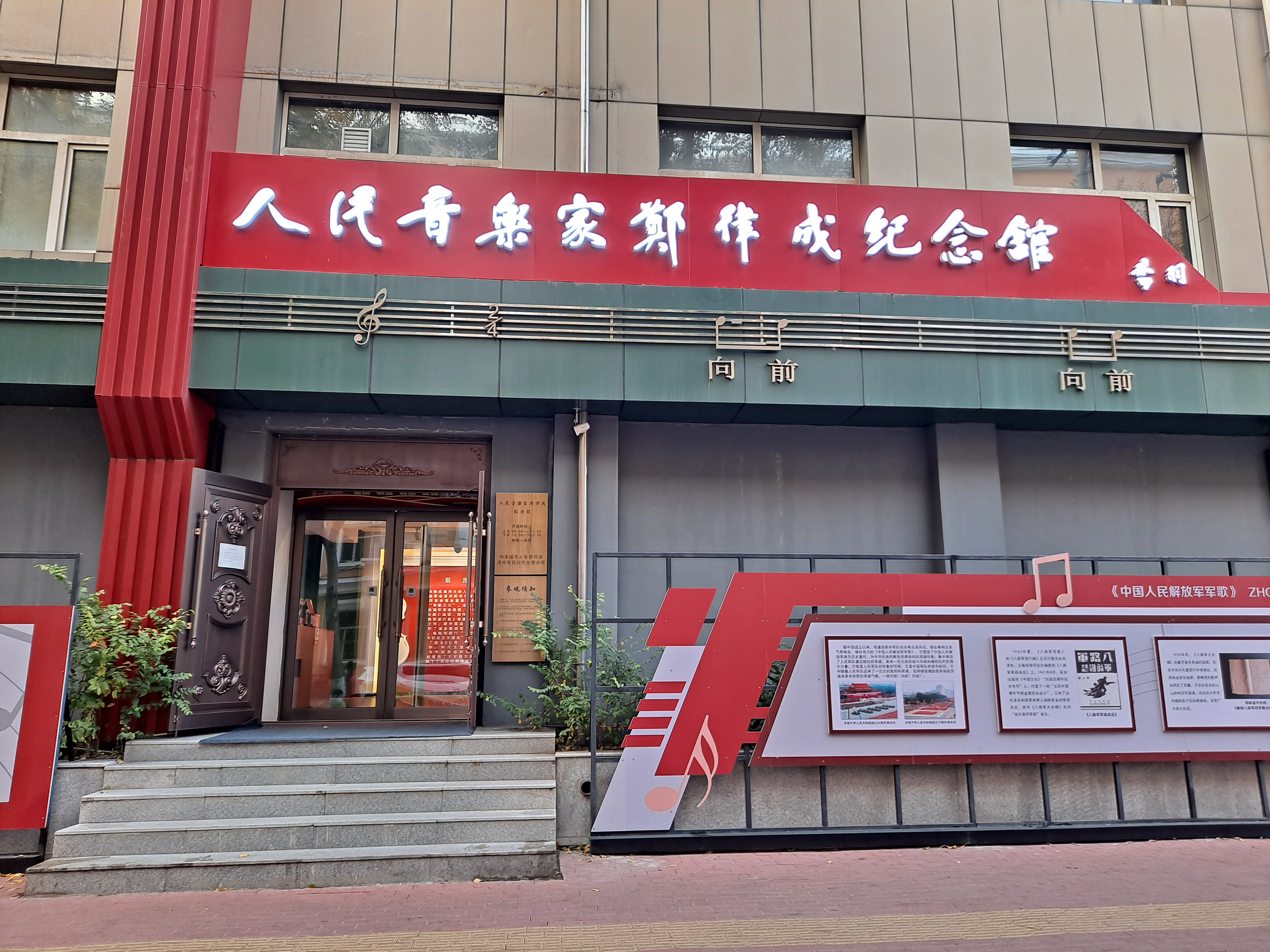
2023年3月20日に移転オープンした黒竜江省ハルビンの「人民音楽家鄭律成紀念館」
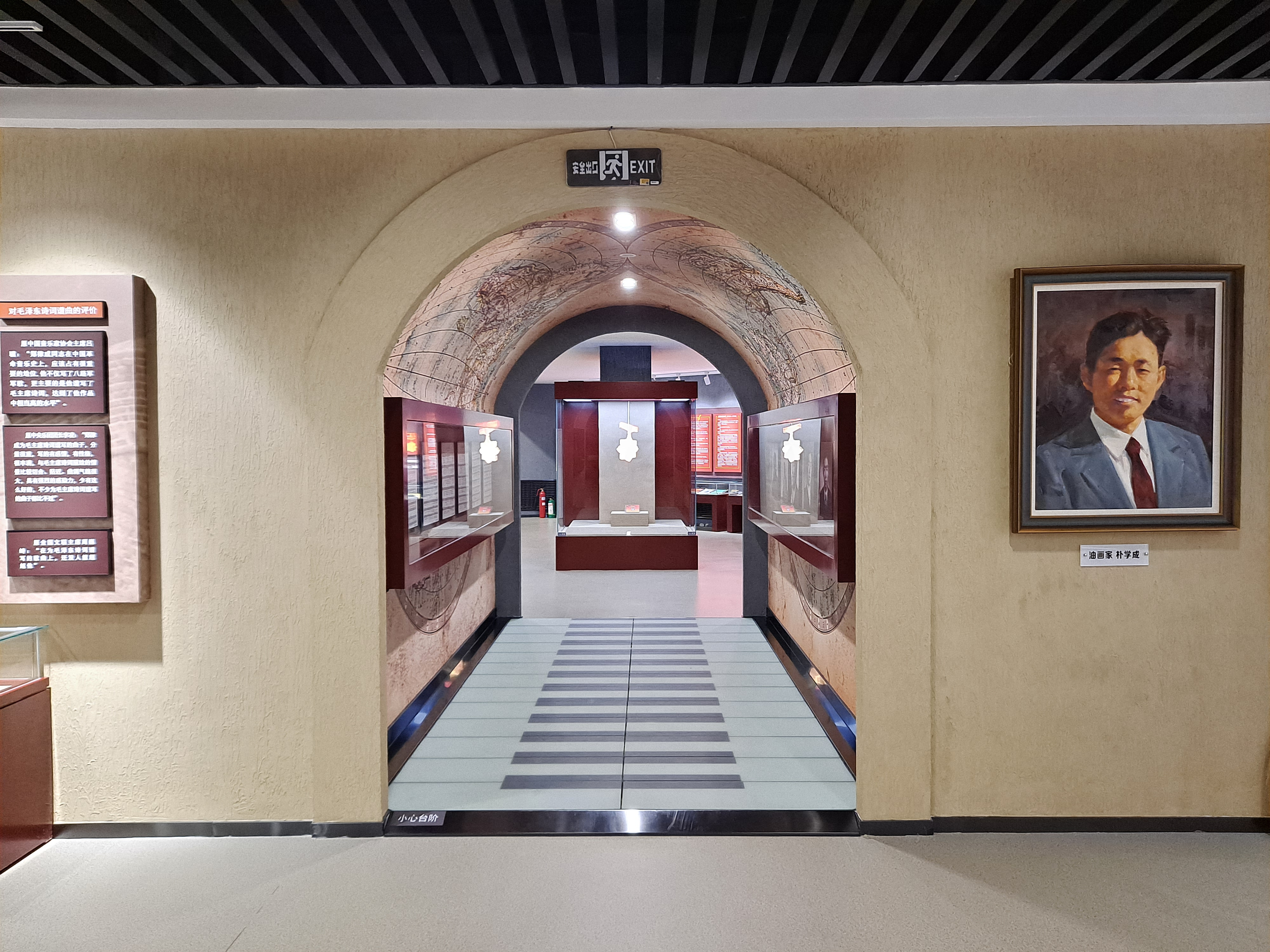
「歌唱革命・歌頌延安・歓歌抗戦勝利・時代歌者・旋律中永生」の5つのテーマで、300点余りの遺品などを展示している「人民音楽家鄭律成紀念館」
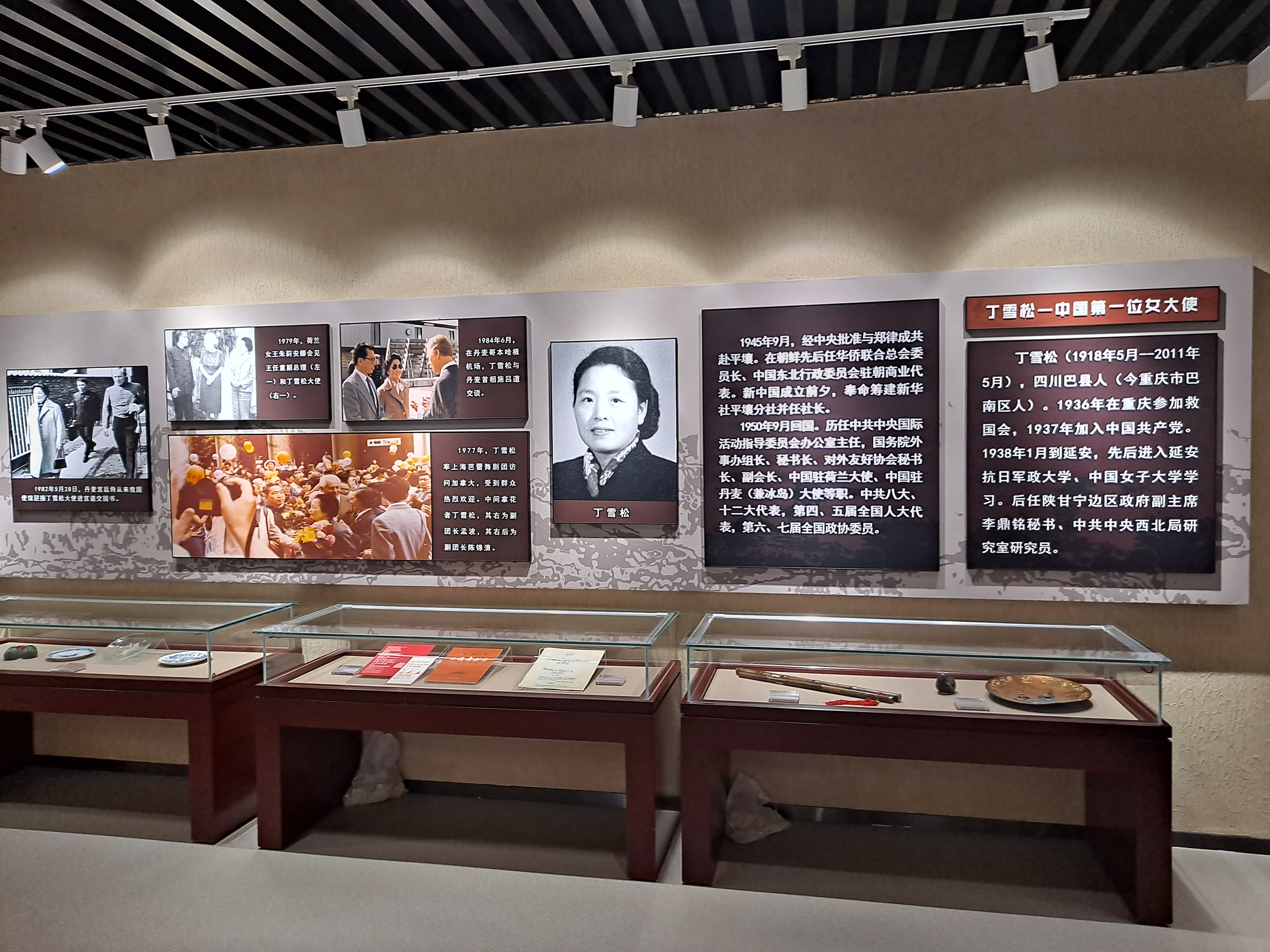
「人民音楽家鄭律成紀念館」
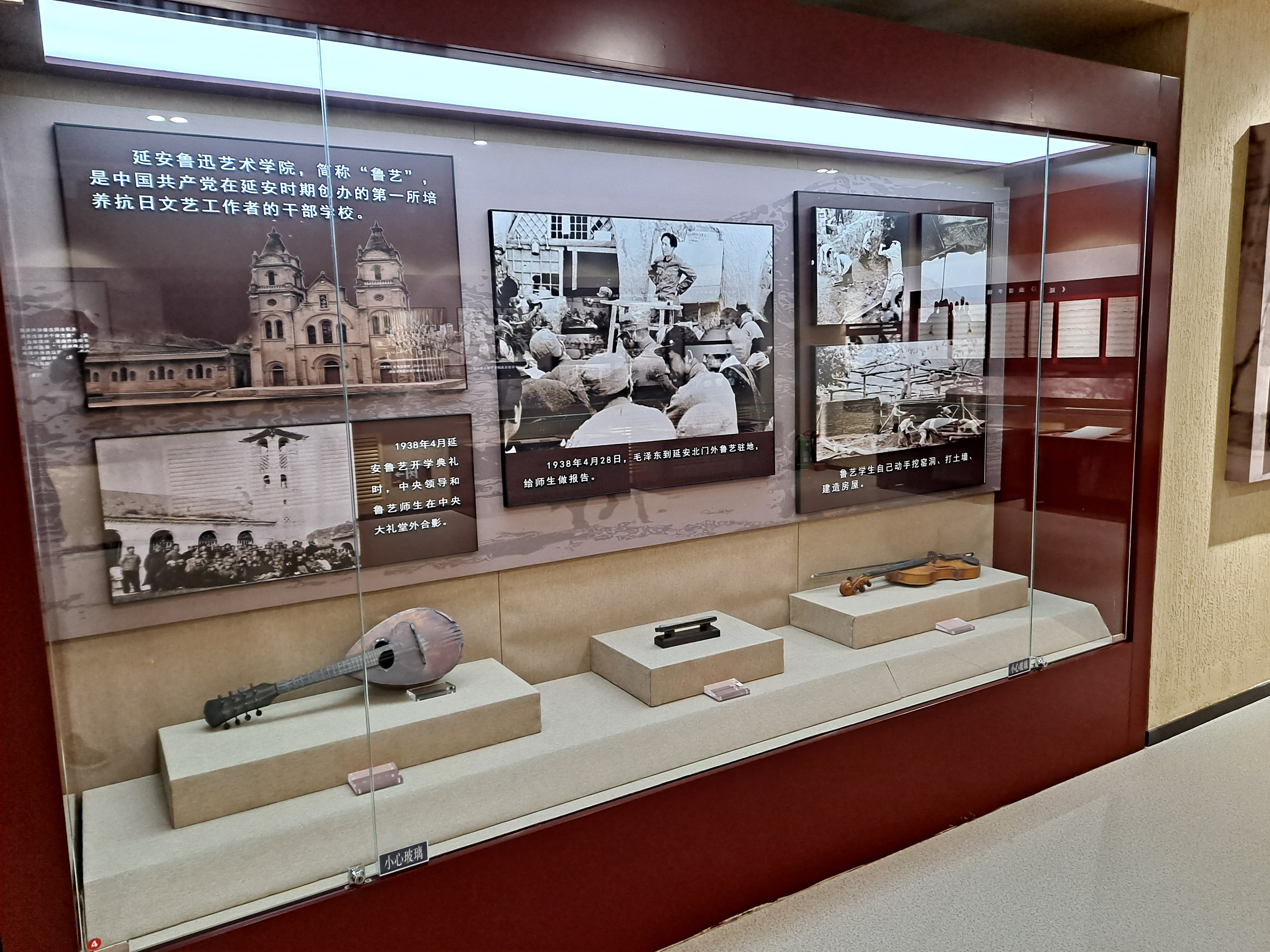
「人民音楽家鄭律成紀念館」

## 韓国・光州市の生家問題
生家の場所をめぐっては、鄭氏宗親会などで構成された鄭律成記念作業会が「光州市東区不老洞163号」、南区が「光州市南区楊林洞79号」と主張、そのほか全羅南道和順郡とする意見もあり、関係者が鋭く対立していた。そのため光州市が「鄭律成先生生家考証委員会」を立ち上げ、2009年1月に東区・南区ともに生家とすると宣言、生家問題の収拾を図った。
- 2004年、光州市南区が生家記念作業を開始する。
- 2005年10月17日、鄭律成の生家は全羅南道・和順郡と光州の議員が主張。延辺大学教授の論文や戸籍謄本4部を証拠としてあげる。
- 2006年9月19日、鄭律成記念作業会が東区不老洞163号 のヒディンクホテル（現Bentley Hotel・벤틀리호텔）駐車場に「音楽家鄭律成先生誕生地」碑を建立。
- 2008年2月、「鄭律成記念作業会」が南区を私文書偽造などの容疑で訴える。
- 2008年10月、和順郡は、綾州小学校開校100周年を記念して、同小校内に鄭律成の胸像を建立する。
- 2008年11月、生家問題を解決するため、光州市が「鄭律成先生生家考証委員会」を組織する。
- 2009年1月29日、光州市南区楊林洞で「鄭律成路」の開通式が開かれ、南区庁長、区議会議員ら100人余りが参席。その場に「鄭律成記念作業会」関係者10人余りが押し寄せ、「南区が（生家の）証拠として唯一出している鄭先生の親筆履歴書は偽造されたもの」と抗議。南区職員と作業会関係者の間でもみ合いとなる。
- 2009年8月23日、「鄭律成先生生家考証委員会」は全体会議を開き、宗親会が主張する東区不老洞163号と、南区庁が主張する南区楊林洞79号の2箇所とも生家として認定することを決定。考証委員会は「出生当時に父母が生活していた場所、実際に出生した場所、出生後に育った場所、すべての関係者が生家記念作業を進めており、1914年当時、不老洞と楊林洞は同じ行政区域だった点などを考慮し、2箇所を生家と認定する」と明らかにした。また「不老洞と楊林洞の2箇所を合わせて『鄭律成成長区域』とし文化資源として活用する」と語った。
- 2015年7月3日、邱国洪・駐韓国中国大使が光州市南区の鄭律成生家跡を訪問する。
- 2015年10月27日、光州市と光州東区、光州南区、全羅南道・和順郡が鄭律成記念館建設等の作業を合同で推進することで合意する[14]。
- 2015年11月2日　和順郡は、鄭律成が学んでいた綾州小学校の教室を復元し、胸像周囲を整備。
- 2017年1月17日、和順郡が鄭律成関連の史跡を観光名所として整備すると発表。8月には綾州面貫永里で鄭律成展示館の建設工事を開始する予定[15]。
- 2019年1月30日、全南日報は、不老洞の生家は野外公演場と休憩空間などを備えた「鄭律成歴史公園」に、楊林洞の生家は「鄭律成記念館」になると報道。現在の所有者から購入して整備する方針[16]。
- 2019年6月13日、全羅南道和順郡綾州貫永里で鄭律成展示館が開館。66㎡規模の藁葺きの家に脱穀機や釜、かめ置き場、蓄音機、鄭律成の写真などが整備、展示されている[17]。
- 2020年5月24日、光州市は都市管理計画に関する決定事項を告示、鄭律成の生家跡2カ所に、歴史公園や記念館を造成、整備する方針を明らかにする。「東区不老洞163号」には歴史公園をつくり、広場や亭子、管理室などを配置する。2021年12月の竣工を予定。一方、「南区楊林洞79号」では、現地に建つ建物を記念館に改造、関連資料を保存展示する。光州関係者は、「生家敷地を購入して歴史公園として整備し、観光資源として活用、中国人観光客を誘致する計画」と語る[18]。

## 韓国での評価
反共を国是とし、朝鮮戦争で戦火を交えるなど中国および北朝鮮と鋭く対立してきた韓国で、中国共産党員として体制称揚に努め、朝鮮戦争で北朝鮮を支援した鄭律成が称えられることはもちろん、広く紹介されることも長くなかった。
そんな鄭律成が韓国で知られるようになったのは、全南大学・湖南学研究院の魯起旭（노기욱）教授によると「グローバル北方外交に便乗したものだ。1992年8月24日、韓・中両国が国交を樹立、修好行事で鄭律成の音楽が演奏された。」
冷戦が終わり脱イデオロギーが進み、中国をはじめとした社会主義国への拒否感が薄まるなか、さらに2000年代に入ると、光州出身ということもあり、「中国の楽聖」「13億の大陸を揺るがした音楽家」等として本格的に注目されはじめる。
中国人観光客が急増した時期にあたり、中国人にアピールできる観光資源（鄭律成ブランド・ 정율성 브랜드）としても歓迎され、生家整備など記念事業も進んだ。光州市は2005年から毎年「鄭律成音楽祭」を開き、鄭律成を「中国における韓流の元祖」として顕彰、経済効果など実益を見据えた中国とのフレンドリー戦略の一つとして大々的に活用するようになった。
だが、詳細が不明な抗日運動家としての経歴のみを強調、金日成にも称賛された共産党員だった人物を顕彰することには、保守派を中心に反対する声もあり、月刊朝鮮は「わが国にどんな行為したか関係なく、観光資源として持ち上げてもいいという発想は拝金主義の典型」と批判。魯起旭教授も、「経歴を見れば光州が熱狂する理由など特にない人物」と疑念を表明していた。
一部批判の声はあったものの、光州市を中心に、音楽祭の開催や生家跡地の整備など鄭律成を顕彰する活動は長く続いていたが、2023年に入ると、嫌中感情の急速な高まりや、コロナ禍により光州を訪れる中国人観光客が途絶えたこと、進歩系の文在寅政権から保守系の尹錫悦政権に代わったことなどで、社会の雰囲気も変化。鄭律成記念事業への批判が強まり、整備内容や名称を変更するなど、事業の見直しが進んでいる。
- 1992年8月24日、中韓国交樹立の記念行事で鄭律成の音楽が演奏される[4]。
- 2004年6月11日、光州・南区庁が「第1回音楽家・鄭律成記念学術大会」を開催[4]。
- 2005年11月11日～12日、「第1回鄭律成・国際音楽祭」が光州文化芸術会館で開かれる。
- 2007年8月27日～10月21日、鄭律成写真展が全羅道の高校など9箇所で開かれる。
- 2008年3月12日、鄭律成の母校、全州新興中を訪問した鄭律成の孫へ名誉卒業証を授与する[22]。
- 2011年8月11日、KBSが光復節の特集として14日の夜に放送する予定だった鄭律成の生涯を扱ったドキュメンタリー番組が、与党推薦理事の異議で放送中止となる。10日の理事会で、「人民軍歌を作曲し、6.25（朝鮮戦争）に北韓軍として参戦した人物まで公営放送で放送するのは適切でない」などの意見がでていた[23]。
- 2011年10月、光州で音楽祭「フェスティバル・オー！　光州－鄭律成祝祭」が5日間にわたって開催される。
- 2012年1月15日、KBS（韓国放送公社）が中韓修好20周年特別企画番組「KBSスペシャル－13億の大陸を揺るがした音楽家・鄭律成」を放送。
- 2012年1月16日、KBSの「公営労働組合」が声明を発表し「KBSスペシャルは鄭律成について、実態が明らかではない抗日運動や人間的な側面だけを羅列して美化した」「（制作スタッフは）KBSを去り在野の運動家に転身せよ」と主張。
- 2012年1月18日、右派団体「国民運動本部」は、新聞に「共産主義者である鄭律成を美化する番組を放映した責任者を解雇せよ」と訴える広告を掲載。「番組の字幕にKBSというロゴがなければ、この番組は朝鮮労働党平壌放送が制作したと言っても誰も分からないだろう」と非難。
- 2012年1月19日、「13億の大陸を揺るがした音楽家・鄭律成」が共産主義者を美化したとして激しい議論が起こっていると朝鮮日報が報道。KBS広報室室長は「制作スタッフは韓中修好20年企画というテーマの下、両国の架け橋としての役割を果たした鄭律成を取り上げた。そのため中国の見方が反映されるのはある程度やむを得ない」と釈明。
- 2012年1月20日、中央日報の論説委員は「オピニオン」欄で、「KBSは鄭律成の親北容共の行為には目を向けず、彼の人生を美化して英雄視することに焦点を合わせてドキュメンタリーを制作した」「KBSの金仁圭社長は、国家アイデンティティを揺るがすこの放送を見て何を考えたのだろうか」と批判的に紹介。
- 2014年7月14日、中国の習近平国家主席が韓国・ソウル大学で講演、中韓友好を象徴する人物の一人として鄭律成の名前を挙げる。
- 2015年12月11日、光州MBCは「特集ドキュメンタリー 悲運の天才音楽家　鄭律成の選択」を放送。
- 2016年12月、私立大学湖南大学校の産学協力団が、光州広域市に提出した「第6次光州圏観光開発計画2017～21」で、鄭律成関連施設がある光州広域市東区と南区、全南和順郡一円に、「湖南チャイナ観光ベルト」を構築すべきと提案。[20]

【文在寅大統領の在任期間　2017年5月10日 - 2022年5月9日】
- 2017年11月、光州市主催「2017鄭律成音楽祝祭」が開かれ、7日は全南大学校で「管弦楽の晩」が、15日にはU-Square文化会館で「室内楽の晩」がそれぞれ開催された。
- 2017年12月15日、文在寅大統領が北京大学の講演で、「光州市には中国人民解放軍歌を作曲した韓国人音楽家・鄭律成を記念する『鄭律成路』があります。今も多くの中国人が鄭律成路にある彼の生家を訪ねています」と、中韓両国が近代史の苦難を体験した同志だとして鄭律成に言及[24]。これに対して「月刊朝鮮」は「一生を中国と北韓のために生き、韓（朝鮮）半島の共産化を夢見ていた鄭律成は、自身の音楽的な才能を共産党へ捧げた。血縁的には韓国人だが、精神的には徹底的に中国共産党員だ。彼は、こんにちの大韓民国に、どのような貢献もしていない。むしろ北韓軍と中共軍が我が国を赤化するのに同調し、これを支援した。そのような人物を私達が称えるべき理由はない。大韓民国大統領が中国との友好のために挙げるのに適当な人物でもない」と批判している[25]。
- 2018年8月15日、北京の韓国大使館は「光復節」の行事に、ニム・ウェールズ著「アリランの歌」の主人公キム・サンの息子、高永光らとともに鄭律成の娘、鄭小提を招待。朝鮮日報は、「韓国大使館の光復節行事に6.25時の中共軍　鄭律成の娘を招待」との見出しで批判的に報じる[26]。これに対してオーマイニュースは、「朝鮮日報の鄭律成報道、独立運動を貶める」との記事で朝鮮日報の報道を批判、「独立運動（の価値）は（社会主義）思想より上位に位置する」と主張[27]。
- 2018年10月、韓国・体育観光部と光州広域市は、文化・芸術融合型の市内観光バス「光州100年物語バス（광주 100년 이야기 버스）の運行を開始、詩人の金顯承、牧師の崔興琮らとともに鄭律成を「楊林洞で生まれた革命音楽家」として紹介する。だが、一部からは「論争の対象となっている人物まで含める必要があるのか」と批判の声がでる[28]。
- 2018年11月、光州市立オペラ団は、12月に光州ピッコウル市民文化館で、鄭律成のオペラ「望夫雲（망부운）」を56年ぶりに公演すると発表[29]。
- 2018年、光州広域市傘下の光州文化財団が中華人民共和国福建省に位置する泉州市を訪問、「2018鄭律成音楽会」を開催する。
- 2019年1月10日、光州市と光州文化財団は、鄭律成音楽祭13周年を記念し、学術研究集「鄭律成音楽世界と現代性の地平」を出版したことを発表。鄭律成シンポジウムで発表された論文を掲載[30]。
- 2019年3月25日、自由韓国党のナ・ギョンウォン院内代表は記者会見で、「ムン・ジェイン大統領が中国で、鄭律成という作曲家の孫と会い、韓中外交の象徴のように語っているが、鄭律成は革命軍歌をつくり、共産主義の理念を軍歌として作曲した人物だ。鄭律成という人物を仰ぎながら、親日派たちが作曲した校歌を変えようとする運動がある」と語り、親日人物狩りを批判[31]。
- 2019年3月29・30日、光州市立オペラ団が光州文化芸術館で、鄭律成のオペラ「望夫雲（망부운）」を57年ぶりに公演。中国・白族の神話をもとにしたラブストーリーで、1962年の北京初演以来、一度も公演されていなかった。韓国と中国の声楽家や俳優らが出演、29日は韓国語で、30日は中国語で公演。また、光州に続いて上海やハルビンでも公演予定[32]。
- 2019年7月13日～8月10日、光州FINA世界水泳選手権大会の開催を記念した鄭律成音楽祭が光州楊林洞のオーウェン記念館で5回にわたって開かれる[33]。
- 2020年12月、鄭律成を扱った映画「境界人」（경계인）が2021年初めに公開されると韓国のマスコミが伝える。鄭律成は、ミュージカル俳優チョン・ドンファ（정동화）が演じている。監督はキム・シウ[34]。
- 2021年8月12日、鄭律成の生涯を描いた映画「境界人」がストリーミング形式で公開される。Ninetails Korea（나인테일즈 코리아）とPeople Square Entertainment（피플스퀘어엔터테인먼트）の合同製作[35]。
- 2021年8月12日、金元鳳と鄭律成の生涯を描いたドキュメンタリー映画「境界‐遥か遠い国」（경계, 머나먼 나라）がストリーミング形式で公開される。演出は映画「境界人」の監督キム・シウ。製作はNinetails Korea（나인테일즈 코리아）。鄭律成の一人娘、鄭小提らにインタビュー。独立有功者の叙勲問題などに焦点をあてている[36]。
- 2021年8月31日、豪雨で損傷した光州市南区楊林洞「鄭律成路」の改修が完了。老朽化した施設などを一部撤去、鄭律成の生涯を紹介する展示などを追加した[37]。
- 2021年10月　雷氏影業有限公司など中国の製作会社6社と韓国の未来林メディア文化株式会社は、中韓国交正常化30周年を記念、鄭律成の伝記テレビドラマ「熱血軍歌」を共同で製作することで合意する。韓国人の俳優が鄭律成を演じ、中国で撮影、22年に公開する。[38][39]

【尹錫悦大統領の在任期間　2022年5月10日～】
- 2022年8月、韓国の「月刊朝鮮」は、「追跡　6.25南侵時の中・北軍歌作曲家を崇める光州」という記事を掲載。「民主・平和・人権都市が南侵を奨励、独裁を賛美した人物をたたえる」と、鄭律成記念事業を推進している光州広域市や全羅南道・和順郡を、あらためて批判。「光州広域市は、中国観光客を誘致するために、早くから中国とのフレンドリー・プロジェクトを推進」してきたが、「鄭律成は、大韓民国の建国を妨害し、反国家団体である北韓政権の立場から大韓民国に対抗した敵」だったと強調。韓国の価値観を売り渡し、「観光客を多く呼び込み、お金を稼ぐことができるなら、その人物が、わが国にどんな行為したか関係なく、観光資源として持ち上げてもいいという発想は、拝金主義の典型だ」としている。[20]
- 2023年8月、光州広域市は48億ウォンの税金を投入し「鄭律成歴史公園」を造成しようとする事案について、光州広域市長の姜琪正（朝鮮語版）は中国人観光客誘致のための事業だと説明したが、国家報勲部長官の朴敏植（朝鮮語版）は「鄭が朝鮮戦争の時の北朝鮮軍のラッパ手、中共軍応援隊長であり、自由民主主義の大韓民国を崩そうとした人だ」と正面批判し、国のアイデンティティに係る問題だと譲らない態度を示した[40]。大統領の尹錫悦も同月25日に「ある共産主義者に対する追悼公園をある地方自治体が作るという話があるが、それが私たちの統合や寛容と合致するように解釈されれば、私たちの自由連帯統合志向の基盤自体が崩れる」と憂慮の意を示した[41]。
- 2023年10月1日、光州市内にある鄭の胸像は保守派の伝教師により破壊された[42]。
- 2023年10月11日、国家報勲部は光州広域市と和順郡に対し、鄭律成記念事業の中止と記念物の撤去を勧告した[43]。
- 2023年10月12日、行政安全部は光州市南区に対し、「鄭律成路」の改名を勧告した[44]。
- 2023年10月14日、1日に破壊され後、何者かによって元の位置に戻されていた鄭律成の胸像が再び破壊される。[45]
- 2023年11月28日、ファン・イルボン（황일봉）前光州市南区庁長が、鄭律成記念事業を推進したことを謝罪。記者会見で、「鄭律成の生涯や履歴を詳細に把握できず推進した点を反省する」「（光州民主化運動の）“5月の精神”とは、独裁政権に立ち向かい自由民主主義を守る精神であり、共産主義者を容認することではない」と語る。ファン氏は、南区庁長だった2002年7月～2010年6月の間に、楊林洞の鄭律成路に鄭の胸像を設置するなど、鄭律成記念事業を推進した。[46][47]
- 2023年12月12日、大韓民国戦没軍警遺族会と戦没軍警未亡人会の会員ら約1600人が、光州市庁前で、鄭律成記念事業に対する反対集会を開く。集会では、「鄭律成は朝鮮人民軍行進曲を作曲し、共産党に加入した6.25（朝鮮戦争）の戦犯」「鄭律成を記念する公園の整備は、6.25（朝鮮戦争）で家族を亡くし、苦痛の中で生きている我々の傷口に塩を塗るのと同じこと」と光州市を批判する。一方、光州市の姜琪正市長は、記者との懇談で、「反対集会は時代錯誤的であり、グローバル時代に逆行する行為」「盧泰愚政府の時から推進して来た記念事業は、光州に中国人観光客を誘致するのに必要」と語る。[48]
- 2024年1月、中央日報や東亜日報は、光州市や全羅南道和順郡が、これまで積極的に進めてきた鄭律成記念事業の見直しを進めていると伝える。光州市は、「鄭律成音楽祭」と「童謡祭」の開催費2億8400万ウォンを新年度予算の査定段階で削除したものの、鄭をめぐる論争のためではなく、音楽祭の発展方向を検討するためと説明している。また、光州南区は、楊林洞で進めていた「鄭律成展示館」の建設計画を変更、プロジェクト名を「楊林文化館」に変え、楊林洞で活動する芸術家の創作空間として整備することにした。鄭律成が2年間通っていた綾州小学校のある全羅南道和順郡は、綾州小学校の校舎外壁に描かれた鄭の肖像画の撤去について検討しており、和順郡綾州面に整備された草ぶき屋根の展示館は、別の用途で活用することを協議している。一方、東区不老洞で建設を進めている「鄭律成歴史公園」は、計画通り2024年上半期にオープンする予定で、光州関係者は、「光州市の鄭律成記念事業に対する立場は一貫している」と話している。[49][50]
- 2024年1月25日、鄭律成記念事業の見直しを進めている光州市の最近の動きについて、中国外務省の汪文斌副報道局長が定例会見で初めて論評。「長年、韓国の関連地方は、自発的に鄭律成先生を記念する施設をつくり、鄭律成先生と関連する文化交流活動を開催し、中韓友好に肯定的な役割を果たしてきた」「私は、一国の政府が国内外の著名人を評価をする際には当然、客観的な事実を尊重し、公正であるべきだと強調したい」「イデオロギー的要素を拡大する必要はなく、国内の政治的な争いのため、対外関係と民間友好に影響を与えてはならない」と発言する。[51]
- 2024年4月30日、全羅南道和順郡は、綾州小学校の校庭に設置された鄭律成の胸像と記念教室を撤去する。綾州小学校の総同門会と運営委員会が実施した撤去の可否を問うアンケート調査で、9割以上が撤去に賛成したことをふまえ、和順郡と綾州小学校は、鄭律成に関する記念展示を全て撤去することを決定、胸像と記念教室を最初に撤去した。校舎外壁に描かれた肖像画は、設計が終わり次第、撤去。草ぶき屋根の展示館も近いうちに完全に廃止し、別の用途で活用することを検討している。[52]
- 2024年7月8日、「国民の力」党代表選挙に立候補している羅卿瑗議員は、戦没軍人・警察の遺族とともに、光州広域市東区の鄭律成歴史公園造成地を訪問し、公園整備の中止を求める。羅議員は、「6·25戦争（朝鮮戦争）の主犯、鄭律成をたたえることは、湖南（全羅道）地方の子どもたちに、間違った歴史を教えるのと同じ」「鄭律成をたたえる公園の代わりに、真正な民主化を記念する歴史公園を整備すべき」と語る。これに対して、光州広域市長の姜琪正は、フェイスブックに、「理念分断から抜け出せないでいる与党代表候補の一言が残念」「鄭律成問題は、わが市に任せても、うまく解決できる」と記す。[53][54]
- 2024年7月19日、光州広域市は、中国ハルビン市で8月6日～9日に開催される鄭律成生誕110周年記念行事に参加しない方針を明らかにする。ハルビン市の鄭律成記念館が、駐光州中国総領事館を通じて、光州市に出席するよう要請していた。光州文化財団、南区も参加しない方針。[13]
- 2024年9月30日、呉世勲ソウル市長は、10月1日の国軍の日を前に、フェイスブックに「ひっくり返った国家アイデンティティ」という見出しの文章を掲載し、「最近、韓国のアイデンティティを揺るがすようなことが、いろんなところで起きている」と指摘。「（鄭律成は）中国共産党と北韓共産党に所属した人物であり、朝鮮人民軍行進曲をはじめ、北韓社会主義の政権と人民軍を賛美する曲をつくった。6．25（朝鮮戦争）では、北韓軍として大韓民国を侵攻した」「それにも関わらず、一部地方自治体では、彼を記念し、彼の名前を付けた通りと公園、音楽祭まで創設した」「これは、われわれの歴史と常識が、どれほどねじれているを示している」と記す。[55]
- 2024年10月29日、戦没軍警遺族会、未亡人会、鄭律成公園造成撤廃市民連帯は光州市庁前で集会を開き、姜琪正市長に、鄭律成公園造成作業を撤廃し、光州近現代歴史公園として整備することを要求する。[56]

## ギャラリー

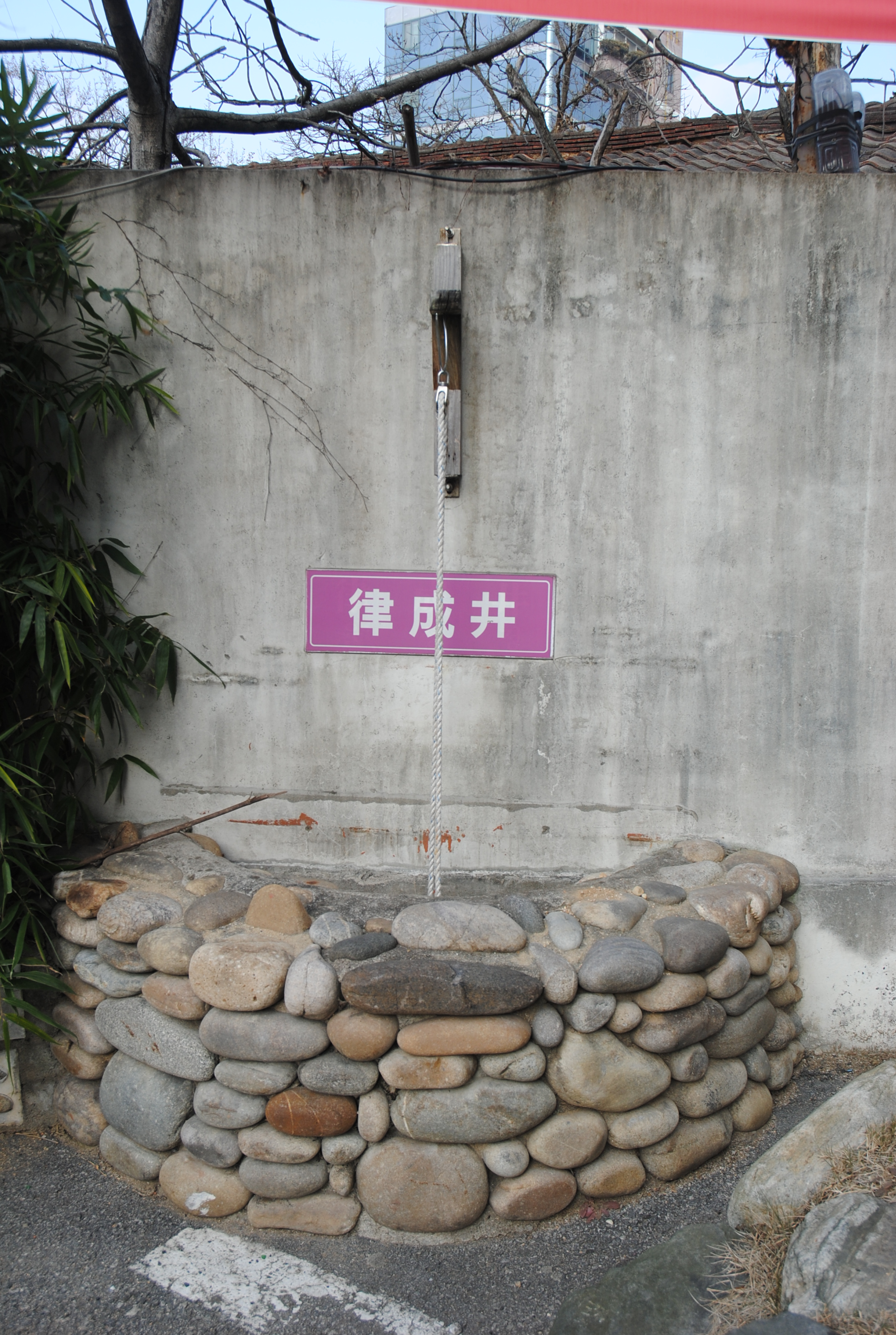
律成井（東区不老洞163号）
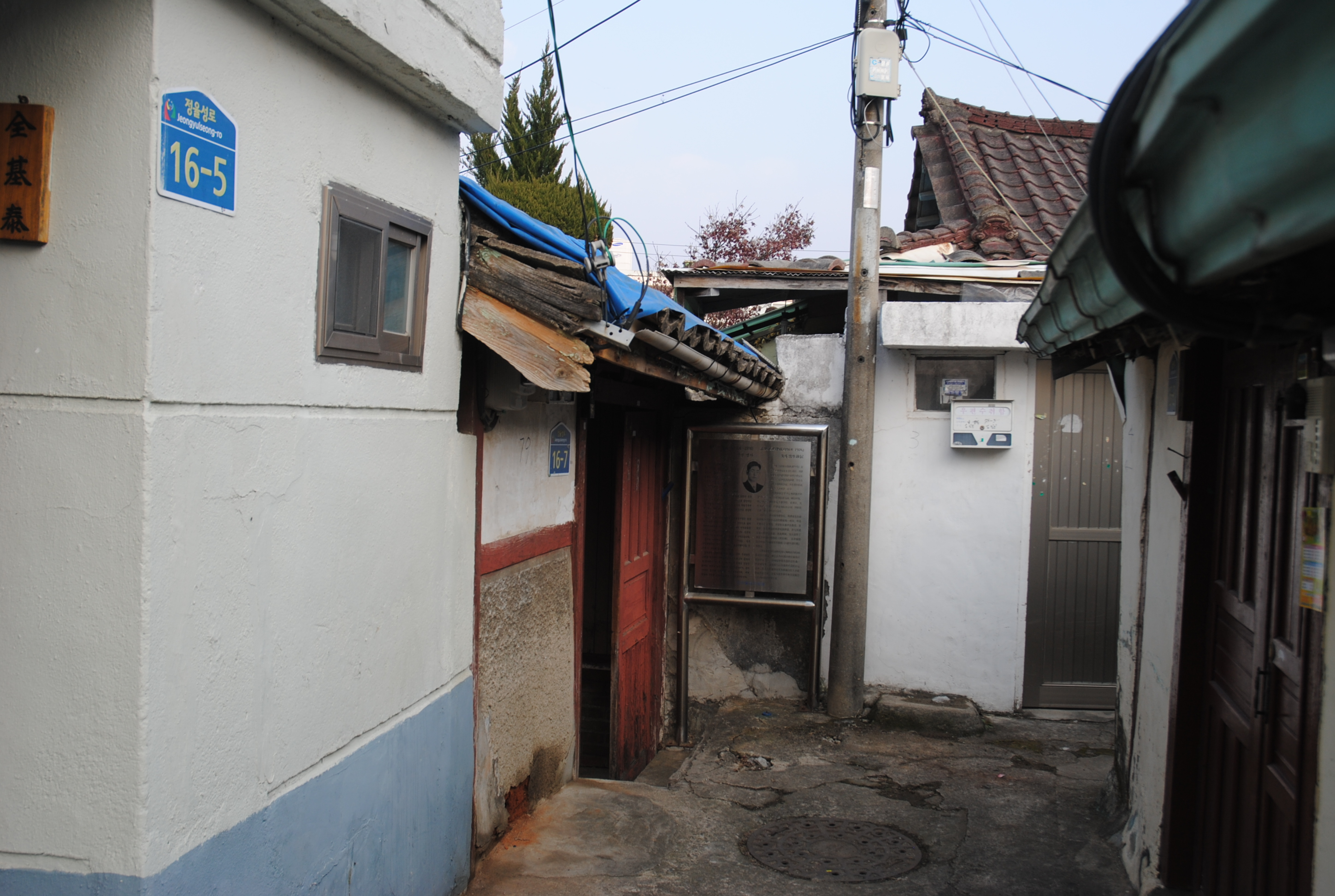
生家（光州市南区楊林洞）
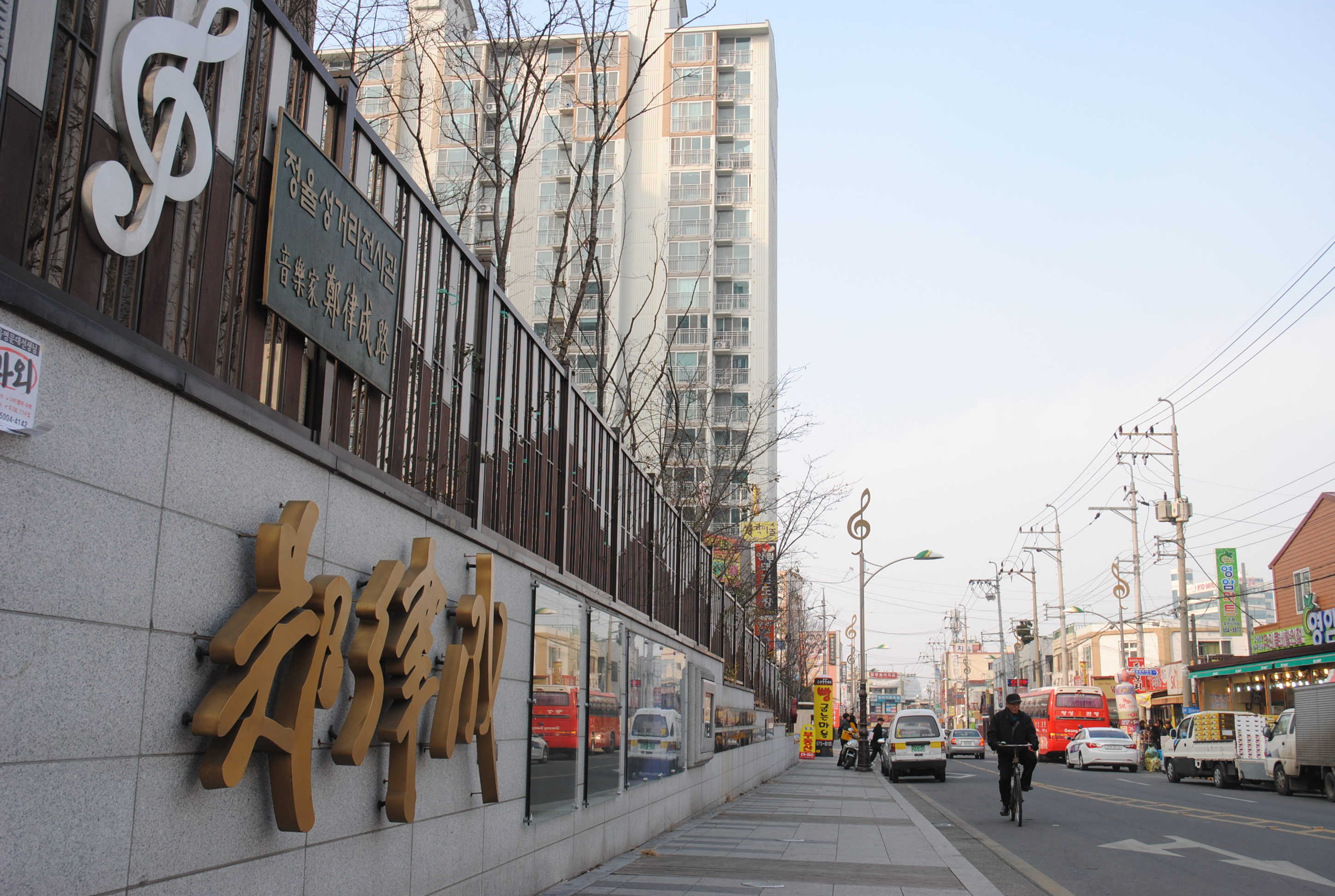
生家そばの鄭律成路（光州市南区楊林洞）
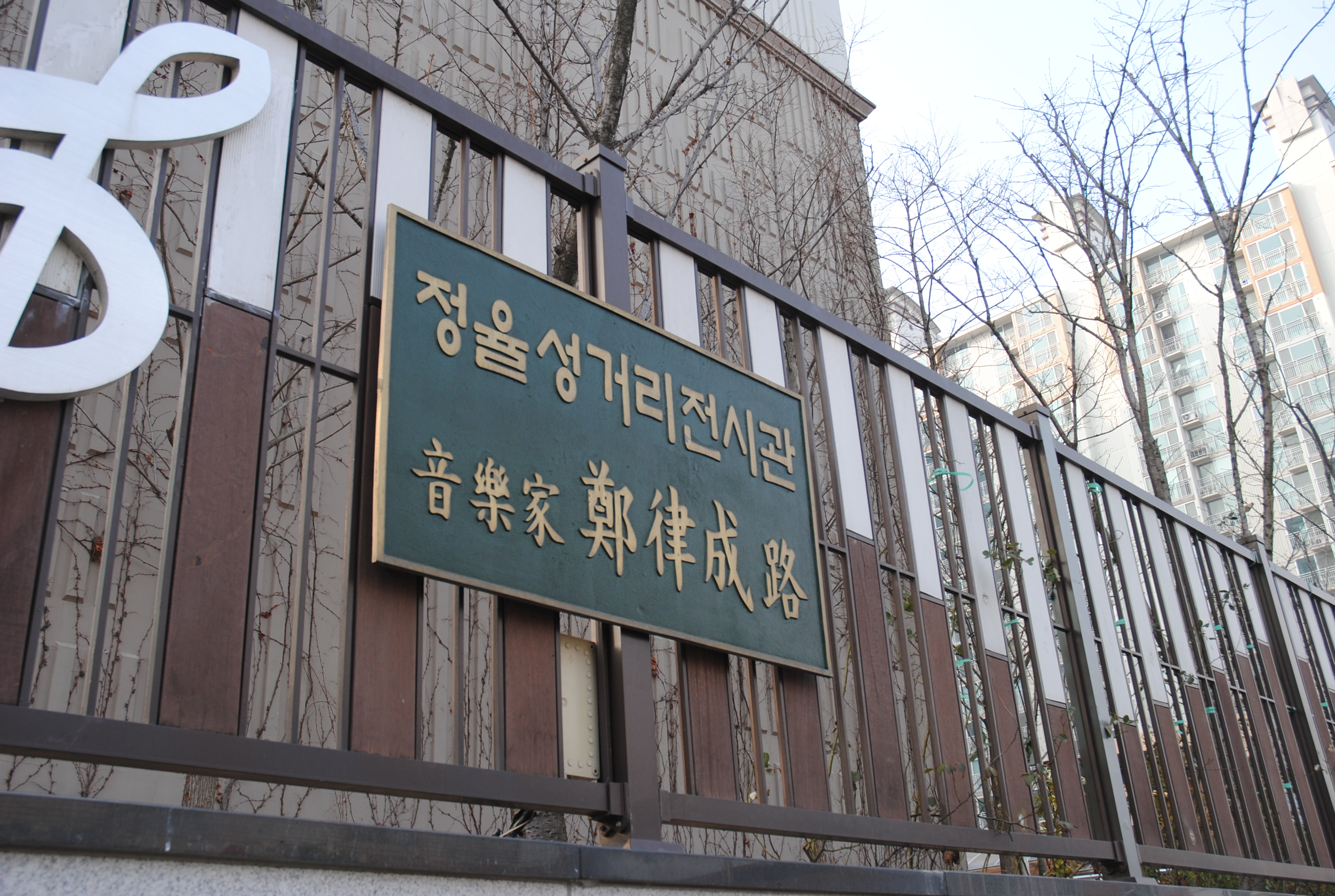
鄭律成路（光州市南区楊林洞）
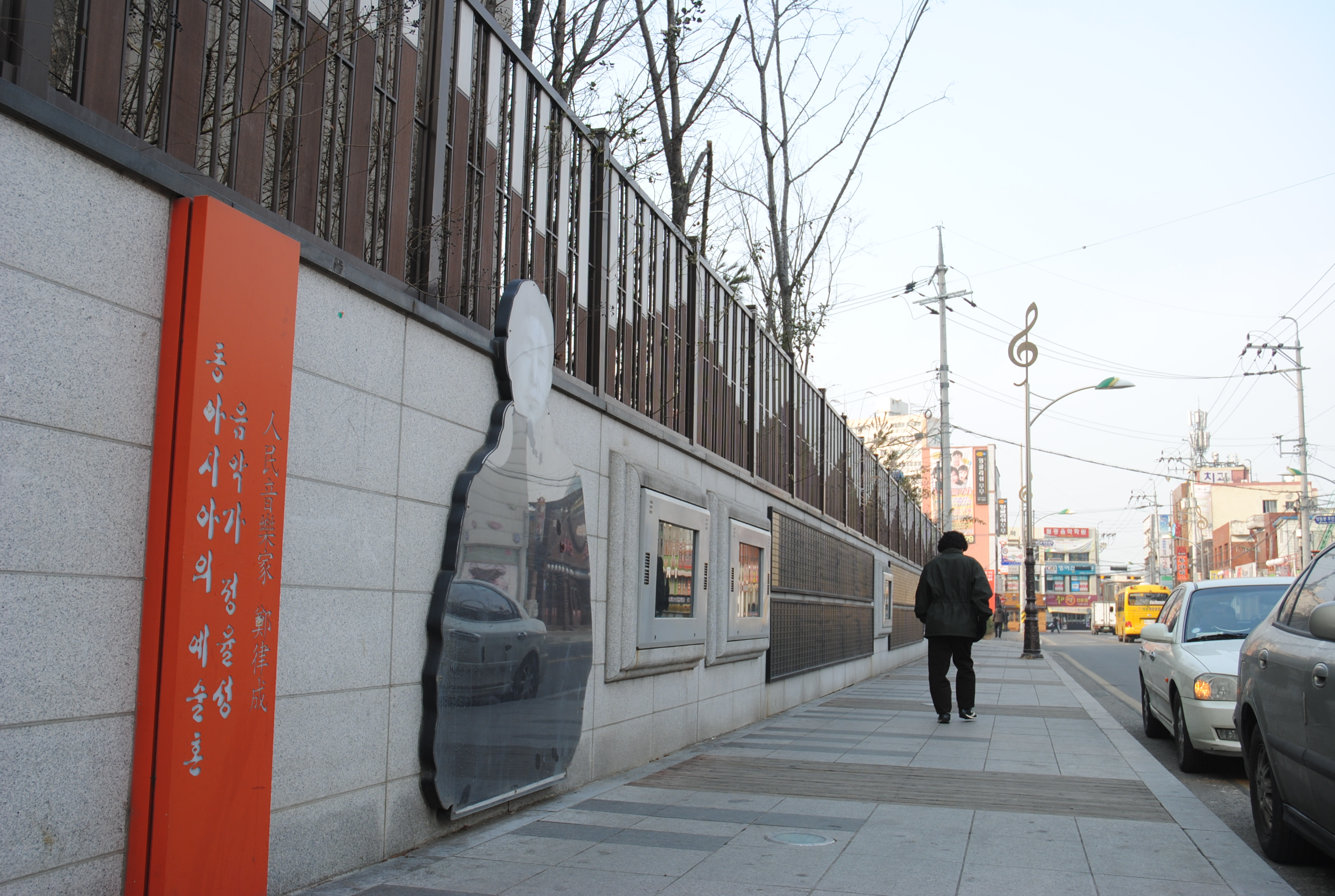
鄭律成路（光州市南区楊林洞）
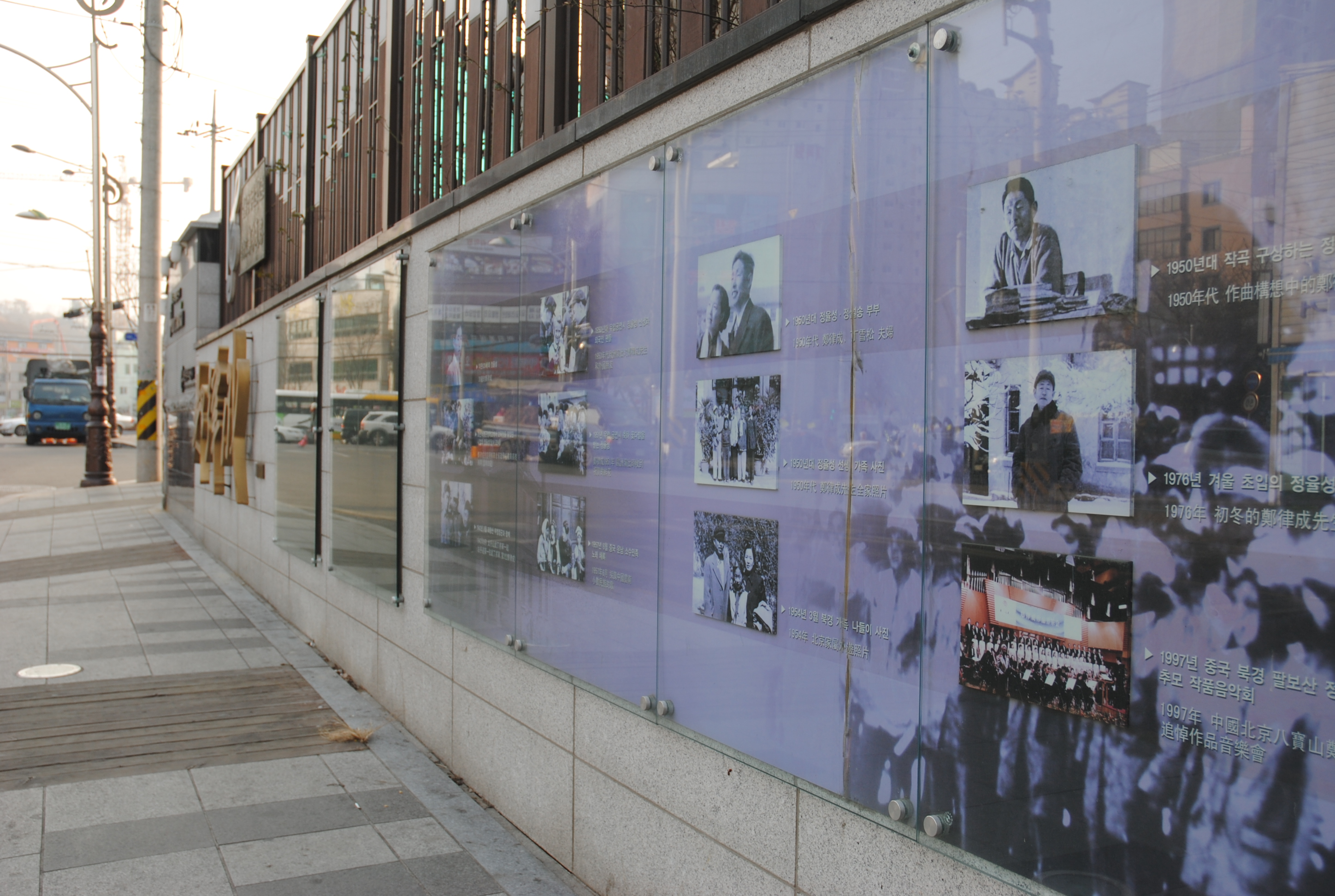
鄭律成路（光州市南区楊林洞）
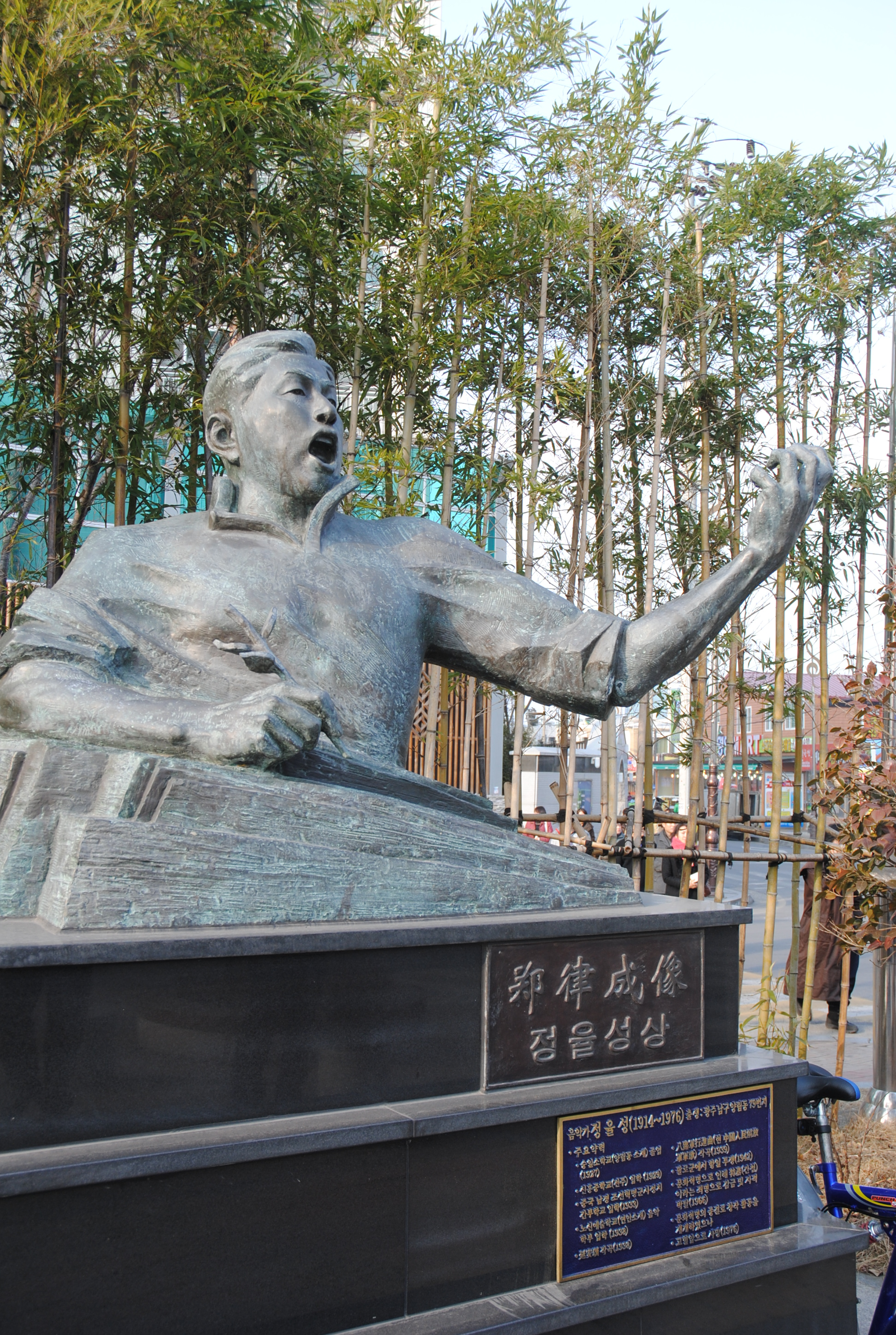
広東省広州市海殊区青年聯合会が寄贈した鄭律成路の鄭律成像
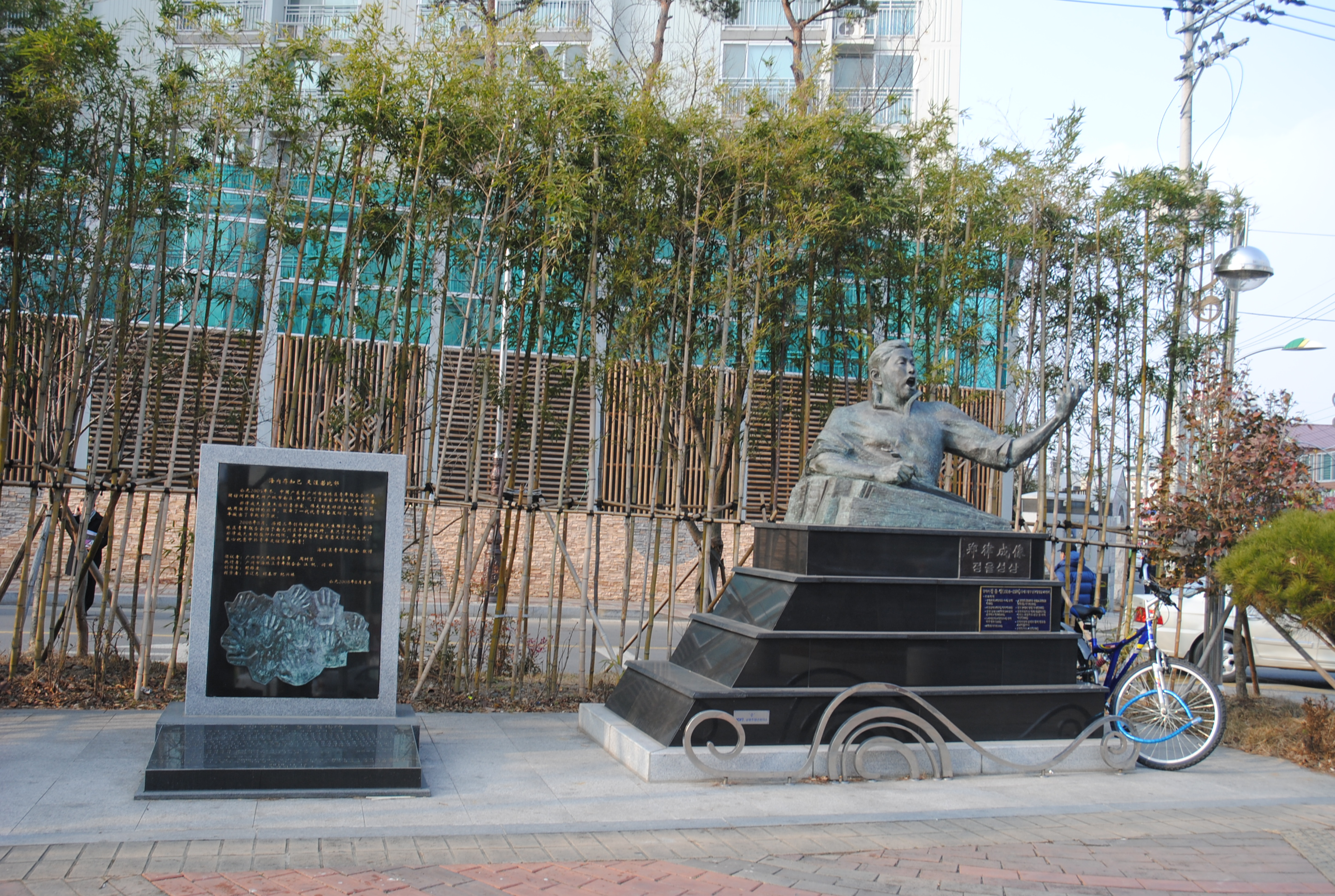
光州市南区楊林洞「鄭律成路」の鄭律成像